# Bas Sibum
Bas Sibum (Nieuw-Amsterdam, 1982. december 26. –) holland labdarúgó. A NEC Nijmegen középpályása.